# Верстовський Олексій Миколайович
Олексі́й Микола́йович Версто́вський
(рос. Алексей Николаевич Верстовский; *1 березня 1799 — †17 листопада 1862) — російський композитор і театральний діяч.
З 1823 року жив у Москві; інспектор музики (з 1825 р.), інспектор репертуара імператорських московських театрів (з 1830 р.), керуючий конторою Дирекції імператорських московських театрів (1848—1860 рр.).
Автор шести опер (найвизначніша — «Аскольдова могила», 1835 .), понад 30 водевілів, музики до драматичних творів, кантат, хорів, романсів, пісень.